# Lista över insjöar i Ljusdals kommun
Detta är en lista över sjöar i Ljusdals kommun baserad på sjöns utloppskoordinat. Listan är av tekniska skäl uppdelad på flera listor. 

## Listor
- Lista över insjöar i Ljusdals kommun (1–1000)
- Lista över insjöar i Ljusdals kommun (1000–)